# Premio Abbiati
Der Premio della critica musicale “Franco Abbiati” ist ein italienischer Musikpreis, der seit 1980/81 jährlich in verschiedenen Kategorien von der Associazione Nazionale Critici Musicali vergeben wird. Namensgeber war der langjährige Musikkritiker der Tageszeitung Corriere della Sera Franco Abbiati (1898–1981). Die Preisverleihungen finden in Zusammenarbeit mit der Stadtverwaltung von Bergamo in der gleichnamigen Provinz (Region Lombardei) im Teatro Donizetti sowie weiteren Orten statt. Seit 2007 wird der Abbiati-Preis vom italienischen Kultusministerium unterstützt und seit 2008 steht er unter der Schirmherrschaft des Präsidenten der Italienischen Republik.

## Preisträger
Dirigenten
- 1980/81: Claudio Abbado, Riccardo Muti
- 1981/82: Leonard Bernstein
- 1981/82: Gianandrea Gavazzeni
- 1983/84: Sergiu Celibidache
- 1984/85: Carlos Kleiber
- 1985/86: Wolfgang Sawallisch
- 1986/87: Pierre Boulez
- 1987/88: Chung Myung-whun
- 1988/89: Riccardo Muti
- 1989/90: John Eliot Gardiner
- 1990/91: Vladimir Delman
- 1991/92: Giuseppe Sinopoli
- 1992/93: Riccardo Chailly
- 1993/94: Zubin Mehta
- 1994/95: Gary Bertini
- 1995/96: Waleri Gergijew
- 1996/97: Eliahu Inbal
- 1997/98: Carlo Maria Giulini
- 1998/99: Jeffrey Tate
- 1999/00: Wladimir Jurowski
- 2000/01: Claudio Abbado
- 2002: Juri Temirkanow
- 2003: Bruno Bartoletti
- 2004: Daniele Gatti
- 2005: Antonio Pappano
- 2006: Lorin Maazel
- 2007: Juri Temirkanow
- 2008: Roberto Abbado
- 2009: Seiji Ozawa
- 2010: Esa-Pekka Salonen
- 2011: Daniel Harding
- 2012: Fabio Luisi
- 2013: Daniel Barenboim
- 2014: Chung Myung-whun
- 2015: Daniele Gatti
- 2016: Michele Mariotti
- 2017: Juraj Valčuha
- 2018: Antonio Pappano
- 2019: Kirill Petrenko
- 2020: nicht vergeben
- 2021: Alpesh Chauhan
- 2022: Gianluca Capuano